# Братя-Даскалови (село)
Братя-Даскалови (болг. Братя Даскалови) — село в Болгарии. Находится в Старозагорской области, входит в общину Братя-Даскалови. Население составляет 756 человек.

## Политическая ситуация
Братя-Даскалови подчиняется непосредственно общине и не имеет своего кмета.
Кмет (мэр) общины Братя-Даскалови — Ваня Тодорова Стоева (коалиция партий: Болгарская социалистическая партия (БСП), национальное движение «Симеон Второй» (НДСВ)) по результатам выборов.